# بازدارنده پروتئازوم

فرمول ساختاری بورتزومیب، نخستین داروی بازدارندهٔ پروتئازوم که مورد پذیرش واقع شد.

بازدارنده‌های پروتئازوم (انگلیسی: Proteasome inhibitors) گروهی از داروها هستند که کارشان، مهار عملکرد پروتئازوم‌هاست. (مجموعه‌های پروتئینی‌ای که کارشان حذف پروتئین‌های غیرضروری یا آسیب‌دیده در سلول است)
این گروه از داروها، هم‌اکنون در دست پژوهش و بررسی برای درمان سرطان هستند و سه تای آنها برای درمان مولتیپل میلوما مورد پذیرش واقع شده‌است.
نخستین بازدارندهٔ غیر پپتیدی پروتئازوم که کشف شد، مادهٔ طبیعی لاکتاسیستین بود. برخی دیگر از بازدارندهٔ پروتئازوم عبارتند از: دی‌سولفیرام، اپی‌گالوکتشین گالات، سالینوسپرامید آ، اپوکسومایسین و بتا-هیدروکسی بتا-متیل‌بوتیریک اسید (درون‌جانداری).